# Hans Scherenberg
Hans Scherenberg (* 28. Oktober 1910 in Dresden; † 17. November 2000 in Stuttgart) war ein deutscher Automobilkonstrukteur.

## Leben
Nach einem Maschinenbau-Studium an der TH Stuttgart und der TH Karlsruhe von 1930 bis 1935 wurde Scherenberg Versuchsingenieur bei der Firma Daimler-Benz und war an der Entwicklung des ersten mit Benzindirekteinspritzung versehenen Flugmotors DB 601 beteiligt, der ab 1937 in Serie hergestellt wurde. 1942 promovierte er an der TH Stuttgart mit einer Arbeit über die „Ventilsteuerung für Viertakt-Höhenflugmotoren“.
Nach dem Zweiten Weltkrieg arbeitete er zunächst für das Ingenieurbüro Dr. Schnürle, ab 1948 für die Firma Gutbrod. Unter seiner Leitung wurde dort der weltweit erste serienmäßig produzierte PKW mit Benzindirekteinspritzung entwickelt, der Gutbrod Superior. 1952 kehrte er als PKW-Konstruktionschef zu Daimler-Benz zurück. Er war dort ab 1965 bis zu seiner Pensionierung 1977 Leiter des Gesamtbereichs „Forschung und Entwicklung“ im Vorstand. 1973 wurde er Honorarprofessor an der TH Stuttgart.

## Auszeichnungen
- 1969 Ehrensenatorwürde der Universität Karlsruhe
- 1970 Ehrendoktorwürde der TU Berlin
- 1975 Dieselring des Verbandes der Motorjournalisten (VdM)
- 1975 Großes Bundesverdienstkreuz
- 1977 Wilhelm-Exner-Medaille
- 1981 Werner-von-Siemens-Ring[1]